# Ivar Nilsson (politiker)
Ivar Nilsson, född 8 maj 1921 i Mellösa by i Bredsättra församling på mellersta Öland, död 21 november 1989, var en svensk lantbrukare och kommunalpolitiker.
Nilsson blev tidigt politiskt intresserad och medlem i Bondeförbundet (sedermera Centerpartiet). Han kom även att överta föräldragården i byn och bli lantbrukare. Efter kommunsammanslagningen 1952 när dåvarande Bredsättra landskommun kom att ingå i nybildade Köpingsviks landskommun blev Ivar Nilsson invald i fattigvårdsstyrelsen, där han så småningom kom att bli dess ordförande. År 1970 när Köpingsviks och Gärdslösa kommuner inkorporerades i Borgholms stad blev Ivar Nilsson den nya drätselkammarens ordförande. Året därefter upphörde stadsbegreppet och drätselkammaren kom att ersättas med en kommunstyrelse, i vilken Ivar Nilsson fortsatte som ordförande med titeln kommunalråd. År 1974 slogs Borgholms kommun ihop med Ölands-Åkerbo kommun på nordligaste Öland. Den sammanslagna kommunen, under namnet Borgholms kommun, kom att omfatta hela norra halvan av Öland. Ivar Nilsson fortsatte som kommunstyrelsens ordförande och kommunalråd fram till 1988, då han efter en tids ohälsa avstod från att ställa upp i kommunalvalet för ytterligare en period.
Under hela Ivar Nilssons tid som kommunalråd var centerpartiet det klart största partiet i Borgholms kommun, vilket bidrog till att Ivar Nilsson mycket påtagligt kom att dominera kommunens politik.